# Ministerio de la Presidencia (República Dominicana)
El Ministerio de la Presidencia de la República Dominicana es un organismo de Estado que se encarga de coordinar las actividades del Poder Ejecutivo y vigilar las oficinas que no recaen bajo otro Ministerio. Su trabajo está estrechamente ligado al presidente en tanto que supervisa todas las comisiones presidenciales e interministeriales.
Su creación se puede datar en 1927 cuando la oficina de Secretario del Presidente se equipara a las otras secretarías. Sus oficinas se encuentran en el Palacio Nacional, en Santo Domingo. Desde el 17 de julio de 2022, está dirigido por Joel Santos Echavarría.
En su página web se pueden consultar las memorias institucionales y las rendiciones de cuentas.

## Historia
Los orígenes de esta oficina se pueden remontar a 1845, de cuando se tienen noticias de un secretario particular del presidente de la República, a veces llamado también Secretaria de Gobierno. Será el 27 de junio de 1927 cuando la Secretaría de Estado de la Presidencia de la República se convierta en el órgano encargado de la administración pública mediante la Ley n.º 685. Posteriormente será disuelta y nuevamente será instituida el 7 de mayo de 1929.
Sus funciones se mantendrían invariables en los años siguientes. Será constitucionalizada con la proclamación de la Constitución de 1934. A pesar de esto, con sucesivos cambios constitucionales, la Secretaría sería disuelta y restablecida numerosas veces.
A lo largo de su historia, tuvo atribuciones de obras públicas (actualmente parte del MOPC), consultoría jurídica (actualmente una oficina independiente), estadística nacional (actualmente de la ONE), entre otras. En 1965, se crea el Secretariado Técnico de la Presidencia, que en 2006 se convertiría en su propia Secretaría de Estado, actualmente el MEPyD.
En 2010, con la reforma constitucional que cambió la nomenclatura de las oficinas gubernamentales dominicanas, se convirtió oficialmente en el Ministerio de la Presidencia mediante el decreto n.º 56-10.
En 2012, la Ley n.º 247-12 añade nuevas funciones al Ministerio reforzándose su labor de la mano del Presidente. Entre estas funciones se encuentran ejercer la Secretaría Técnica del Consejo de Ministros, informar al Presidente el estado del Consejo, estar a cargo de los consejos consultivos transversales, administrar las comisiones presidenciales e interministeriales, etc.

## Estructura
Al igual que los otros Ministerios de República Dominicana, el de la Presidencia se divide en viceministerios. Estos son:
- Viceministerio de Monitoreo y Coordinación Gubernamental
- Viceministerio de Agenda Digital
- Viceministerio de Relaciones con la Sociedad Civil
- Viceministerio de Desarrollo Social
- Viceministerio de Coordinación de Seguridad
- Viceministerio de Proyectos de Inversión